# مسجد پامنار (سبزوار)
مسجد پامنار در شهر سبزوار قرار دارد و قدیمی‌ترین مسجد این شهر و خراسان بزرگ است. ساختمان این مسجد از خشت و آجر ساخته شده و دارای سیزده پایه است. این مسجد در سال ۲۶۶ ه.ق. در زمان خلیفه عباسی « المعتمد بالله» و در زمان پادشاهی محمد بن طاهر آخرین پادشاه« سلسله طاهریان» و به همت پیرزنی مومنه و نیکوکار ساخته شده است و بعدها چندین بار تعمیر شده‌است، در دورهٔ محمد رضا پهلوی سردر این مسجد با هزینهٔ یکی از اهالی شهر و بدست سید محمد اشراقی، از معماران شهر، کاشی‌کاری شد. همچنین قدمت مناره آن به قرن سوم هجری قمری بازمی‌گردد. 
شهرت این بنا به پامنار به سبب وجود مناره‌ای مجاور ایوان با ارتفاع بیش از ۲۰ متر است که مانند منار جنبان اصفهان می جنبد. ساقه این مناره آراسته به تزئینات و کتیبه‌ای معقلی است که در بخش پایین آن به صورت برجسته دیده می‌شود. بنا به نوشته متون این مسجد در سال ۳۱۷ ه‍.ق به همت امیر ابوالفضل زیاری تجدید بنا و در سال ۴۲۰ ه‍.ق نیز توسط خواجه امیرک دبیر برای آن مناره‌ای ساخته شد. براساس مرمت‌ها و بازسازی‌ها در قرون مختلف قدمت این بنا از قرون اولیه اسلامی تا صفویه و معاصر تخمین زده می‌شود.

بنای امروزی مسجد با وسعت تقریبی ۳۵۰ متر مربع مشتمل بر شبستان ستوندار و صحن ضلع جنوبی است که بخش الحاقی به این مسجد محسوب می‌گردد.
این مسجد به سبب قدمت، سرگذشت های شنیدنی داشته که به ذکر یک مورد آن اشاره می کنیم:

## رویای صادقه
پادشاه بلغار(با کشور بلغارستان نباید اشتباه شود) شبی در عالم خواب رویایی می بیند، که به او گفته شده بود، باید که برای مسجد پامنار سبزوار و خسروگرد، مال و پولی را نفقه کنی تا در عمارت آن دو مسجد صرف گردد. پادشاه نیز بعد از بیدار شدن از خواب، علاوه بر مال فراوانی که جهت تعمیر مسجد فرستاده بود، هدایای ارزشمندی به نزد پادشاه خراسان فرستاد و سرانجام با آن مال اهدایی، این مسجد هم که خراب شده بود مجدداً ساخته شد.
همچنین به سبب زلزله چندین مرتبه این مسجد و مناره آن تخریب شده بود که به همت افراد نیکوکار ترمیم، تعمیر و تجدید بنا شده بود.

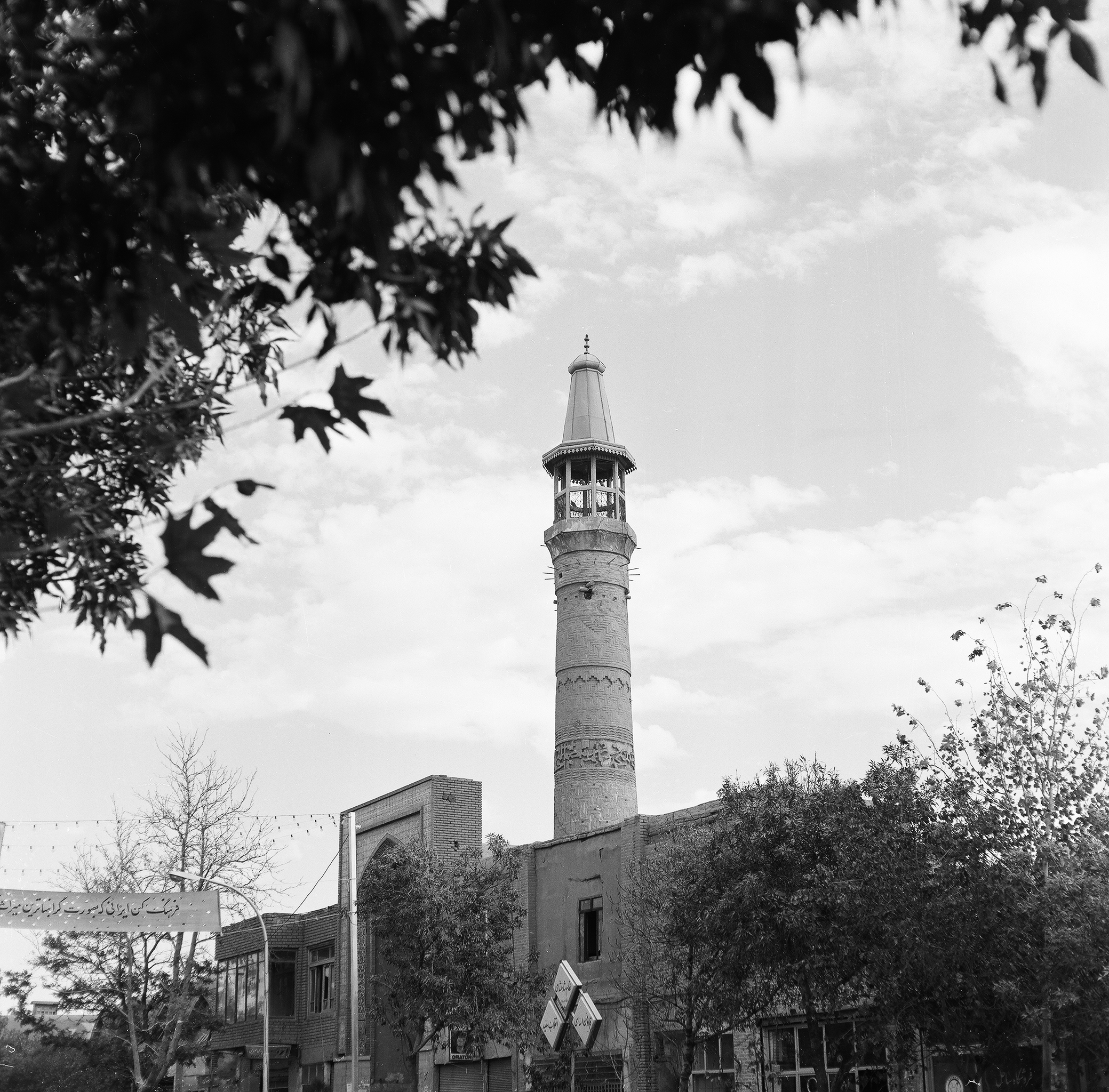
تصویری از مناره مربوط به دوران پهلوی